# 어웨이큰: 원혼의 부활
《어웨이큰: 원혼의 부활》(Awakened)은 미국에서 제작된 조이슬린 잉글, 아르노 말라론 감독의 2013년 미스터리, 스릴러 영화이다. 줄리앤 미쉘 등이 주연으로 출연하였다.

## 출연

### 주연
- 줄리앤 미쉘
- 스티븐 바우어

### 조연
- 에드워드 펄롱
- 샐리 커클랜드
- 존 세비지
- 스텔리오 사반트

## 수상
- 168 Film Festival, US (2013)
  - Best Film (Best Narrated Feature)
- LA Femme Film Festival (2013)
  - Best Feature Producer
- LA Femme International Film Festival (2013)
  - LA Femme Filmmaker Award
- NYC Independent Film Festival (2013)
  - Best Feature Narrative
  - Best Actress